# Eumerus pupurariae
Eumerus pupurariae är en tvåvingeart som beskrevs av Baez 1982. Eumerus pupurariae ingår i släktet månblomflugor, och familjen blomflugor.
Artens utbredningsområde är Kanarieöarna. Inga underarter finns listade i Catalogue of Life.